# خشنة هلبية
الخشنة الهلبية (باللاتينية: Asperula setosa) نوع نباتي ينتمي إلى جنس الخشنة من الفصيلة الفوية.

## البيئة والانتشار
موطن هذا النوع بلاد الشام وتركيا وأرمينيا.

## مرادفات للاسم العلمي[2]
- (باللاتينية: Asperula arvensis subsp. setosa (Jaub. & Spach) J.Thiébaut)